# Il Cinema Ritrovato
Il Cinema Ritrovato és un festival dedicat a la història del cinema, projectant clàssics, retrospectives i mostrant les últimes pel·lícules restaurades de laboratoris i arxius d'arreu del món. La majoria de les pel·lícules que es mostren són des de principis del cinema fins als anys seixanta. L'organitza cada estiu la Cineteca di Bologna, Itàlia, i és el festival més important de restauració cinematogràfica del món. Es va fundar el 1986 com un esdeveniment de tres dies, però amb el temps es va fer més gran, projectant 500 pel·lícules durant nou dies el 2018.